# Marek Koćmiel
Marek Koćmiel (ur. 1958 w Opocznie) – polski inżynier i samorządowiec, prezydent Szczecina w latach 2000–2001.

## Życiorys
W 1980 był współtwórcą uczelnianych struktur Niezależnego Zrzeszenia Studentów i członkiem redakcji opozycyjnego pisma „Muchomor”. Ukończył studia na Wydziale Transportu Morskiego Politechniki Szczecińskiej. W latach 1990–1994 był radnym rady miasta w Szczecinie. Od 1990 do 1991 pełnił funkcję wiceprezydenta do spraw gospodarczych. Należał do Kongresu Liberalno-Demokratycznego, następnie zaś do Unii Wolności, pełnił funkcję przewodniczącego tej partii w województwie zachodniopomorskim. 24 stycznia 2000 został powołany przez radę miasta na urząd prezydenta Szczecina. Odwołano go 25 maja 2001. W latach 1998–2000 był radnym sejmiku zachodniopomorskiego I kadencji. Wycofał się później z polityki, zajął się prowadzeniem działalności gospodarczej.